# Diegogattaïta
La diegogattaïta és un mineral de la classe dels silicats. Rep el nom en honor de Giacomo Diego Gatta (1974-), professor de Ciències Minerals al Departament de Ciències de la Terra de la Universitat de Milà (Itàlia). El professor Gatta ha publicat extensament sobre les estructures i la química del cristall de les zeolites i dels silicats relacionats amb les estructures de gàbia, que tenen un ampli interès mineralògic i tecnològic.

## Característiques
La diegogattaïta és un silicat de fórmula química Na₂CaCu₂Si₈O₂₀(H₂O). Cristal·litza en el sistema monoclínic. La seva duresa a l'escala de Mohs es troba entre 5 i 6.

## Formació i jaciments
Va ser descoberta a la mina Wessels, situada a Hotazel, dins el camp de manganès del Kalahari, al Cap Septentrional (Sud-àfrica). Es tracta de l'únic indret de tot el planeta on ha estat descrita aquesta espècie mineral.